# Энтомологический зонт

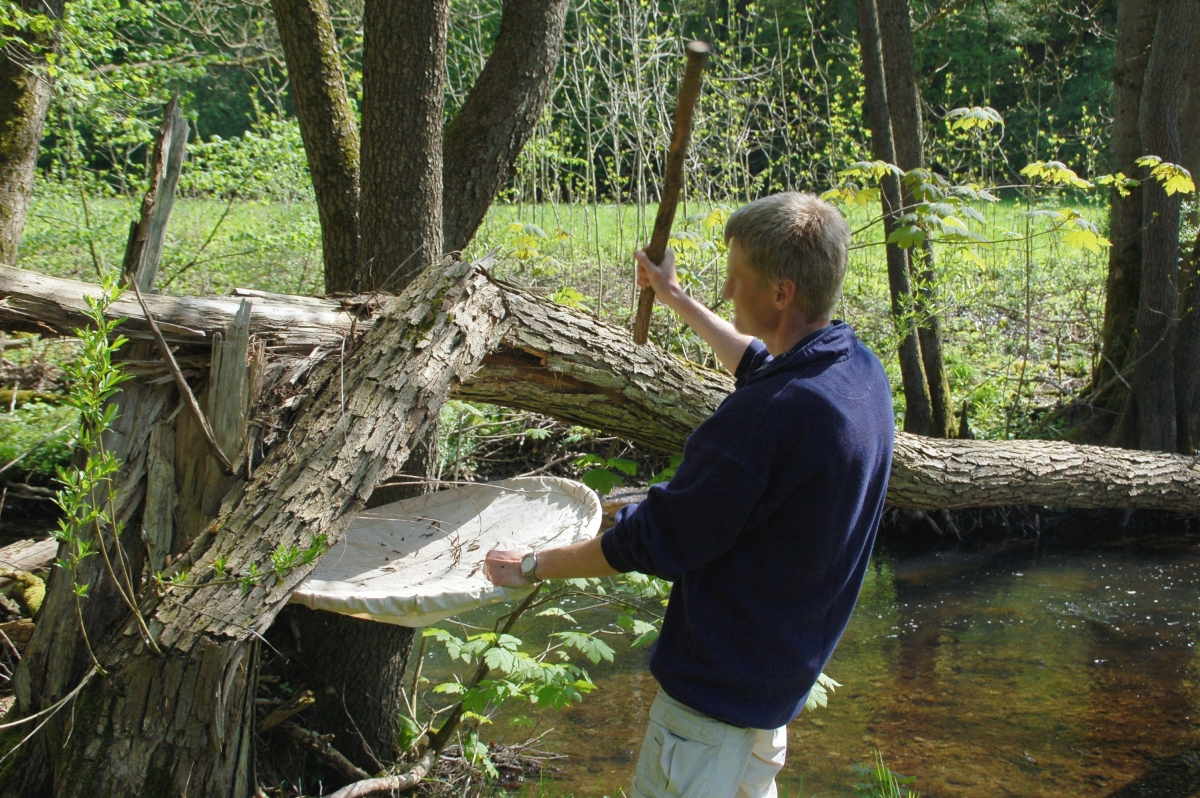
Упрощённая разновидность энтомологического зонта

Энтомологи́ческий зонт — специальное энтомологическое оборудование, применяемое для лова насекомых путём их стряхивания с деревьев и кустов.

## Описание и применение
Энтомологические зонты известны по крайней мере с середины XIX века, главным образом в Германии (нем. Klopfschirm) Могут быть квадратной и округлой формы, причём радиус круглых варьируется от 30 до 100 и более сантиметров.
Стандартный энтомологический зонт представляет собой зонт большого размера, похожий на обыкновенный. Обычно он подшит изнутри прочной светлой материей. Для удобства использования энтомологический зонт часто снабжён откидной ручкой на шарнире, но используется и разновидность без ручки.
Энтомологический зонт подставляют под ветви дерева или кустарника, после чего наносят резкие удары палкой или тростью по стволу или крупным ветвям. В результате ударов происходит сотрясение ветвей, насекомые срываются с веток и падают вниз, попадая в подставленный зонт, откуда их потом выбирают для изучения или коллекции.